# Progress MS-09
Chronologie
Progress MS-08 Progress MS-10
Progress MS-09 (en russe : Прогресс МС-09) est une mission de ravitaillement russe de la Station spatiale internationale (ISS/SSI), réalisée grâce au cargo russe éponyme Progress MS. Le décollage a eu lieu le 9 juillet 2018, depuis le cosmodrome de Baïkonour, au Kazakhstan, à l'aide d'un lanceur Soyouz 2. Ce vaisseau est identifié par la NASA sous le nom « Progress 70P ».

## Contexte
Le vaisseau cargo Progress fut développé en Union Soviétique dans les années 70, pour permettre le ravitaillement des équipages des stations Saliout, devant ainsi le premier vaisseau cargo de l'histoire. Développé sur la base du vaisseau habité Soyouz, dont il partage de nombreuses caractéristiques, il effectua son premier vol en 1978, vers la station Saliout 6. Par la suite, il desservira également la station Saliout 7, puis Mir. Dans les années 90, le cargo sera équipé d'une petite capsule permettant le retour de fret sur Terre, dénommée VBK-Radouga, qui fut utilisée à 10 reprises. Au début des années 2000, Progress M1-5 désorbita la station Mir, et les vols du cargo furent entièrement redirigés vers la desserte de la Station spatiale internationale.
Au fil des années, plusieurs versions du vaisseau furent développées. La version initiale 7K-TG initiale fut remplacée en 1989 par le Progress-M (« Modernisé »), qui verra l'ajout notable de panneaux solaires. En 2000, Progress-M1 verra le jour, conçu pour transporter plus de carburant, au détriment des autres ressources, il ne volera que durant 4 ans. En 2008, Progress M-M volera pour la première fois, avec ses nouveaux systèmes de bord numériques. Finalement, il sera remplacé par le Progress MS, disposant de diverses améliorations, telles que :
- L'ajout d'un compartiment externe permettant l'éjection de microsatellites et CubeSats. C'est le vol de Progress MS-03 qui sera le premier à l'utiliser.
- Le remplacement du système radio Kvant-V ukrainien par un Système de Commandes et de Télémétrie Unifié (EKTS).
- L'amélioration de la protection contre les micrométéorites, et l'ajout de systèmes de secours pour le mécanisme d'amarrage.

## Mission

### Préparation et lancement
Le vaisseau cargo Progress MS-09 décolla le 9 juillet 2018 à bord d'un lanceur Soyouz 2.1a. Le vol partit du Complexe Vostok (Site 31/6) du cosmodrome de Baïkonour, au Kazakhstan.

### Amarrage et mission orbitale
Progress MS-09 est le premier vaisseau cargo à effectuer un amarrage en seulement 2 orbites avec l'ISS. Il s'est amarré le 10 juillet à 01h31 TU, faisant de ce vol l'amarrage le plus rapide jamais réalisé avec une station spatiale jusqu'alors.
Le vaisseau s'est désamarré le 25 janvier 2019, puis s'est désorbité pour aller brûler dans l'atmosphère au-dessus de l'Océan Pacifique.

## Galerie

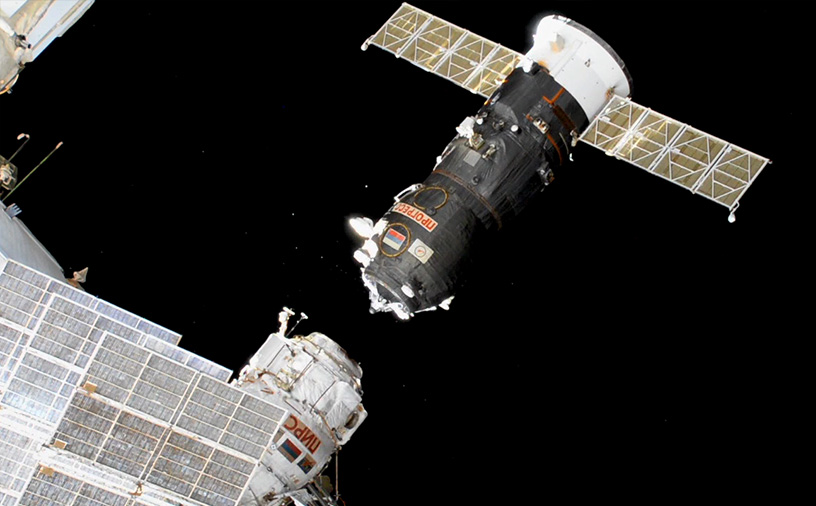
Désamarrage de Progress MS-09
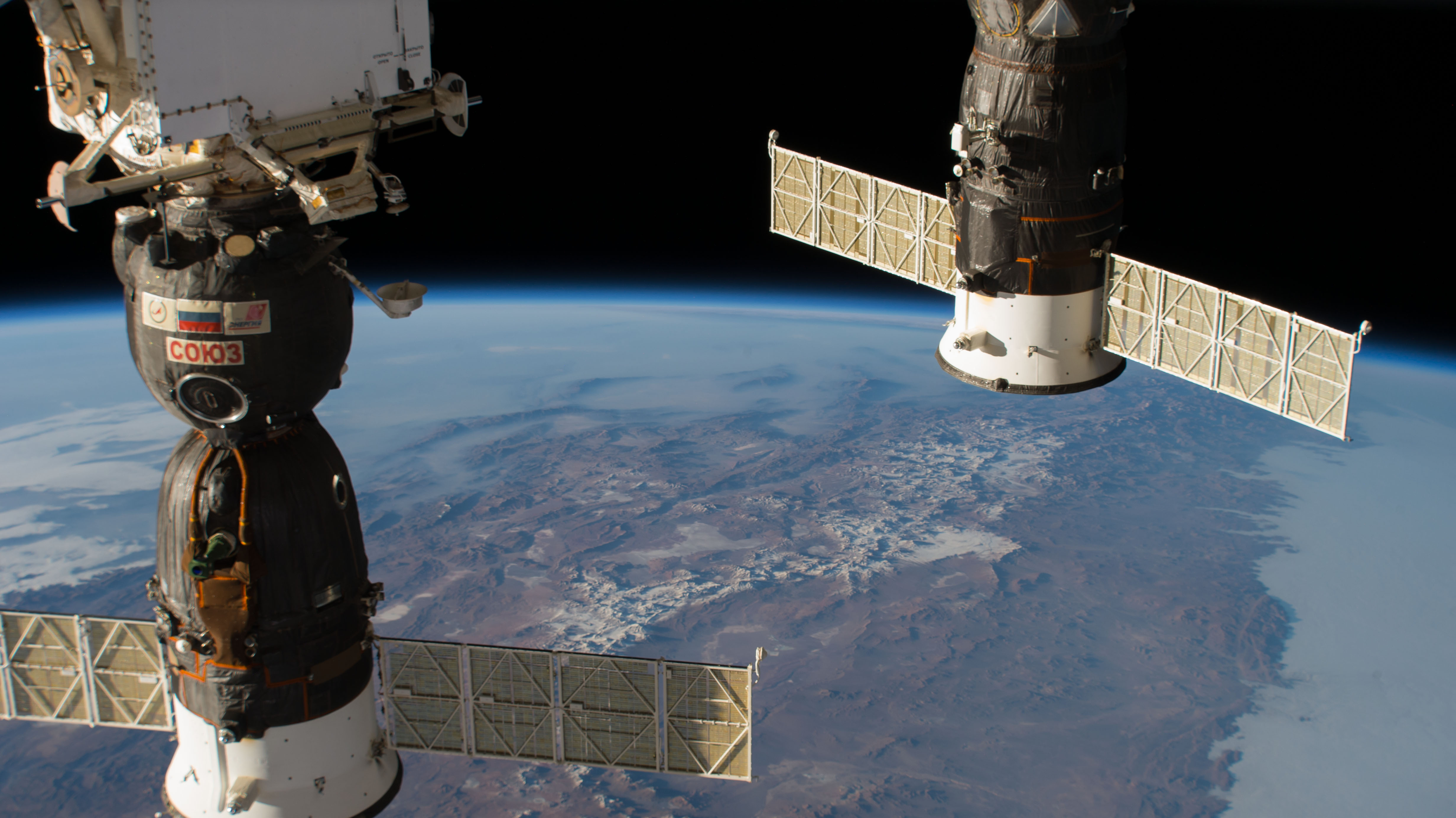
Soyouz MS-09 et Progress MS-09 (au fond)
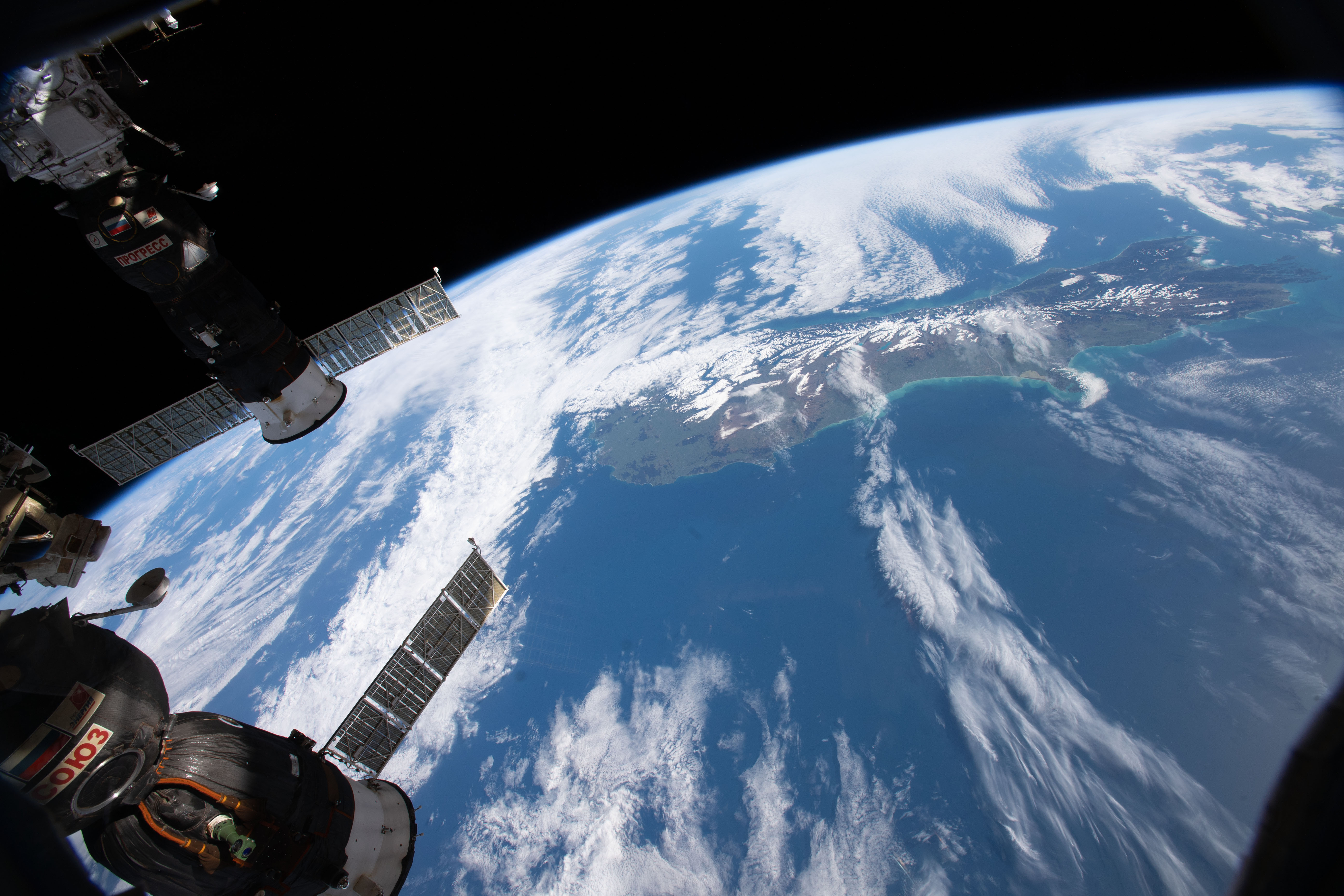
Soyouz MS-09 et Progress MS-09 (au fond)